# Male novine (Johannesburg)
Male novine su bile dvomjesečno glasilo na hrvatskom jeziku iz Johannesburga.
Supokretač lista bio je hrvatski iseljenik iz Sarajeva, podrijetlom iz Povalja na Braču Hrvoje Ostojić. Izlazile su na hrvatskom jeziku. Izlazile su kao list za J. Afriku i Rodeziju. Prvi je broj izašao 1950. godine. Ostojić je bio urednik lista. Male novine izlazile su dvije godine.